# R. Garcia y Robertson
R. Garcia y Robertson (ur. 1949) – amerykański pisarz science fiction i fantasy.

## Życiorys
Jest autorem ośmiu powieści i licznych opowiadań. Spośród jego opowiadań The Other Magpie, opublikowane w „Asimov’s SF” w kwietniu 1993, było w następnym roku nominowane do nagrody Tiptree oraz A Princess of Helium, opublikowane w „F&SF” we wrześniu 1998, było nominowane do nagrody Sturgeona w 1999 roku.

## Twórczość

### The Virgin and the Dinosaur
- The Virgin and the Dinosaur (1996)
- Atlantis Found (1997)

### Knight Errant
- Knight Errant (2001)
- Lady Robyn (2003)
- White Rose (2004)

### Inne powieści
- The Spiral Dance (1991)
- American Woman (1998)
- Firebird (2006)

### Zbiory opowiadań
- The Moon Maid and Other Fantastic Adventures (1998)